# Schatzfund von Gjerrild

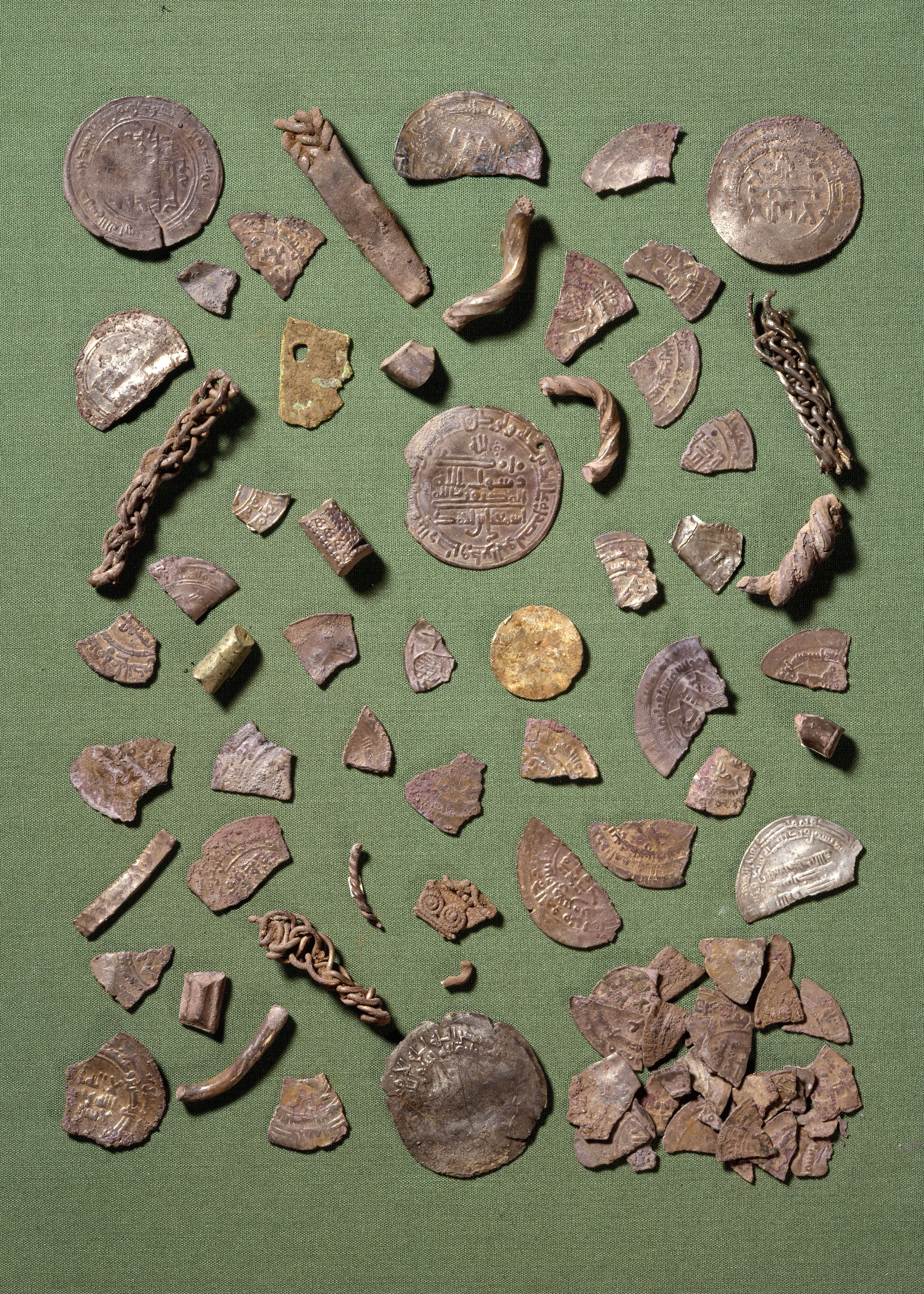
Schatzfund von Gjerrild

Der Schatzfund von Gjerrild (dänisch Gjerrild-skatten) ist ein archäologischer Fund aus der Wikingerzeit (800–1050 n. Chr.), der 1986 beim Überpflügen des Langhügels Brokhøj in der Nähe des Gjerrild Klint, einer Felsformation auf Norddjursland in Jütland in Dänemark gefunden wurde.

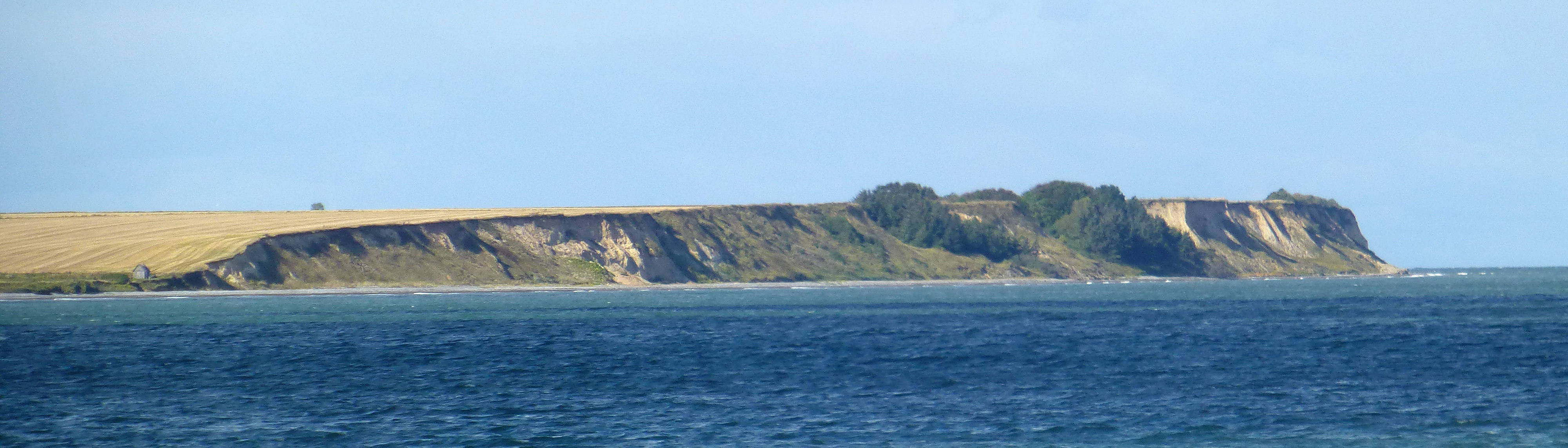
Gjerrild Klint

Er enthielt 81 Silberstücke, von denen 66 Münzen oder Münzfragmente waren. Die meisten Münzen sind arabische Dirham, die in den Handelszentren Russlands erworben wurden.